# Philip Glazebrook
Pour les articles homonymes, voir Glazebrook.
Philip Kirkland Glazebrook, né le 24 décembre 1880 à Salford et mort le 7 mars 1918 à al-Bireh en Palestine, est un homme d'affaires et homme politique britannique.

## Biographie
Il est le fils d'un commerçant de pétrole à Manchester. Scolarisé au collège d'Eton, il a dix-sept ans lorsque son père se suicide après avoir souffert d'insomnie aigüe durant plus d'un an. Philip Glazebrook poursuit ses études au New College de l'université d'Oxford, où il obtient un diplôme de licence en 1903, puis intègre l'entreprise familiale de commerce de pétrole : Spurrier, Glazebrook and Co.. Dans le même temps, il est membre de l'unité de cavalerie de volontaires réservistes du Cheshire à partir de 1901. Il est le premier membre de sa famille à entrer en politique, et est sélectionné comme candidat du Parti conservateur pour la circonscription de Manchester-sud pour les élections législatives de décembre 1910. Ayant fait campagne activement, il dépose toutefois sa candidature six minutes après l'heure de clôture, et ne peut se présenter. Le député libéral sortant, Arthur Haworth, réélu donc sans opposition, lui propose de démissionner et de provoquer une élection partielle afin qu'il puisse se présenter, mais Philip Glazebrook décline poliment cette offre de gentleman.
En février 1912, Arthur Haworth est nommé lord-adjoint au Trésor par le Premier ministre Herbert Asquith ce qui, en application des règles en vigueur à cette date, l'amène à remettre en jeu son siège de député par une élection partielle. Parti en vacances à Tenerife, Philip Glazebrook reçoit un télégramme l'informant de l'élection dès son arrivée sur l'île, et repart immédiatement pour l'Angleterre sans même attendre de récupérer ses bagages. Pour cette élection, il fait campagne sur les thématiques qui opposent les conservateurs aux libéraux : Il s'oppose au projet libéral d'autonomie pour l'Irlande, à l'idée d'abolir à terme la Chambre des lords, et à certains aspects de la loi de sécurité sociale introduite par le gouvernement libéral en 1911. Il promeut un retour à un protectionnisme fondé sur des relations commerciales privilégiées avec les dominions de l'Empire britannique, par opposition à la politique de libre-échange menée par les libéraux. Il s'oppose également à l'idée de droit de vote des femmes, alors qu'Arthur Haworth la soutient. À sa propre surprise, Philip Glazebrook remporte l'élection avec 52,1 % des voix, et entre ainsi à la Chambre des communes.
De nature discrète, il y prend peu souvent la parole, mais s'exprime notamment en janvier 1913 pour demander au gouvernement de protéger les tribus du protectorat britannique du Somaliland, victimes de raids transfrontaliers depuis l'Empire éthiopien. Il rappelle que les membres de ces tribus sont des sujets de la Couronne britannique et doivent pouvoir compter sur la protection des instances britanniques,. Lorsque éclate la Première Guerre mondiale, il rejoint « avec enthousiasme » son unité de cavalerie. Promu major, il est initialement affecté à la défense de la ville côtière de Great Yarmouth. Ce n'est qu'en mars 1916 que son unité est déployée hors d'Angleterre et envoyée en Égypte. En 1917, l'unité est intégrée au 10e bataillon du régiment royal d'infanterie légère du Shropshire. Philip Glazebrook prend part aux combats durant deux ans en Égypte et en Palestine, dont la troisième bataille de Gaza,  contre les forces de l'Empire ottoman. Il est décoré de l'ordre du Service distingué pour sa bravoure et son calme sous le feu ennemi, notamment pour avoir su organiser le repli de ses hommes, y compris tous les blessés, sous le feu de mitrailleurs turcs au village d'Et Tireh. Ayant refusé toute permission « pour rester auprès de ses hommes », il est hospitalisé pour épuisement au Caire en février 1918. Le 7 mars, il est tué lorsque son bataillon subit un tir d'obus durant leur avancée à al-Bireh, près de Jérusalem. Il est inhumé au cimetière militaire britannique de Jérusalem,, et est l'un des quarante-trois parlementaires britanniques morts durant la Guerre commémorés par un mémorial à Westminster Hall, dans l'enceinte du palais de Westminster où siège le Parlement.